# توينكل خانا
توينكل خانا (بالبنجابي; ਟਵਿੰਕਲ ਖੰਨਾ) (واسمها الأصلي تينا جاتين خانا، ولدت في 29 ديسمبر 1974) هي ممثلة هندية أدت أدوار في بوليوود وأفلام التيلوغو. هي زوجة الممثل البوليوودي المشهور أكشاي كومار وابنة كل من الممثلين راجيش خانا وديمبل كاباديا. بعد أن غادرت صناعة السينما في 2001 قررت أن تدخل مجال التصميم الداخلي وهي الآن مهندسة ديكور وشريكة في ملكية متجر النافذة البيضاء.

## الحياة المهنية
قدمت أول دور لها مع بوبي ديول في Barsaat عام 1995. وقد نجح الفيلم في شباك التذاكر، ونالت جائزة فيلمفير أفضل ظهور لأول مرة لأدائها. وبعد قيامها بعملية جراحية في العين لمشكلة صغيرة في عينيها، مضت خانا للقيام بالعديد من الأفلام التي حصلت على نقد جيد واعتراف من قبل الجمهور. وقد عملت مع بعض أفضل النجوم في هذه الصناعة، بما فيهم شاه روخ خان، سلمان خان، عامر خان، سانجاي دوت، سيف علي خان، أجاي ديفجان وغوفيندا.
أدوارها البارزة في أفلامها تشمل فتاة في البيت المجاور في Jab Pyaar Kisise Hota Hai مع سلمان خان عام 1998، والتجسس السري مع شاه روخ خان في Baadshah عام 1999، وحسناء القرية في Mela عام 2000، كما ظهرت في فيلم التيلوغو Seenu في العام 1999. وقد اعترف كاران جوهر في مقابلة أن توينكل كان في ذهنه لأداء دور تينا في فيلم Kuch Kuch Hota Hai ولكنها رفضت الدور ووقّعتراني موكيرجي على هذا العمل.
تركت توينكل صناعة الأفلام بعد زواجها من أكشاي كومار، مشيرة إلى أنها لم تعد تستمتع بمهنة التمثيل كما كانت من قبل. فيلمها الأخير كان Love Ke Liye Kuch Bhi Karega في عام 2001، والذي كان متوسط النجاح في شباك التذاكر.
في عام 2002، افتتحت خانا محل تصميم داخلي خاص بها في سوق كروفورد، مومباي يدعى النافذة البيضاء وذلك في شراكة مع صديقها المقرب غورلين مانتشاندا. وتلقى المحل جائزة ايل الدولية لتصميم الديكور (من طبعة هندية من مجلة ايل للديكور). وقد فتحت توينكل فرع آخر من المتجر الرئيسي في أماكن أخرى من مومباي وتخطط للتوسع في جميع أنحاء الهند.
وقد قامت توينكل خانا بتصميم الديكورات الداخلية لمنزل راني موكيرجي الجديد في عام 2006.
قامت خانا أيضا بإنتاج بضعة أفلام وكلها من بطولة زوجها أكشاي.

## الحياة الشخصية
توينكل خانا هي ابنة الممثل راجيش خانا الذي توفي في عام 2012 والممثلة ديمبل كاباديا. ولها شقيقة تدعى رينكي خانا وهي أيضا ممثلة، وخالتها سيمبل كاباديا كانت ممثلة أيضا وتوفيت في عام 2009. وقد تزوجت خانا من الممثل أكشاي كومار في عام 2001 ولديهما ابن يدعى آراف كومار (ولد في 2002) وابنة تسمى نيتارا خانا بهاتيا (ولدت في 25 سبتمبر 2012).

## قائمة الأفلام
| السنة | الفيلم                       | الدور                | ملاحظات أخرى                           |
| ----- | ---------------------------- | -------------------- | -------------------------------------- |
| 1995  | Barsaat                      | تينا أوبيروي         | فازت، جائزة فيلمفير أفضل ظهور لأول مرة |
| 1996  | Jaan                         | كاجال                |                                        |
| 1996  | Dil Tera Diwana              | كومال                |                                        |
| 1997  | Uff! Yeh Mohabbat            | سونيا فيرما          |                                        |
| 1997  | Itihaas                      | ناينا                |                                        |
| 1998  | Jab Pyaar Kisise Hota Hai    | كومال سينها          |                                        |
| 1997  | Zulmi                        | كومال                |                                        |
| 1999  | International Khiladi        | بايال                |                                        |
| 1999  | Yeh Hai Mumbai Meri Jaan     | ياسمين أرورا         |                                        |
| 1999  | بادشاه                       | سيما مالهوترا / تينا |                                        |
| 1999  | Seenu                        | سويثا                | فيلم تيلوغو                            |
| 2000  | Mela                         | روبا                 |                                        |
| 2000  | Chal Mere Bhai               | بوجا                 | ظهور خاص                               |
| 2000  | Joru Ka Ghulam               | دورغا                |                                        |
| 2001  | Jodi No.1                    | تينا                 |                                        |
| 2001  | Love Ke Liye Kuch Bhi Karega | أنجالي مورثي         |                                        |
| 2010  | Tees Maar Khan               | نفسها                | ظهور خاص                               |

## الإنتاج
| السنة | الفيلم         |
| ----- | -------------- |
| 2010  | Khatta Meetha  |
| 2010  | Tees Maar Khan |
| 2011  | Patiala House  |
| 2011  | Thank You      |
| 2012  | Khiladi 786    |

## وصلات خارجية
- توينكل خانا على موقع IMDb (الإنجليزية)
- توينكل خانا على موقع أول موفي (الإنجليزية)
- توينكل خانا على موقع قاعدة بيانات الفيلم (الإنجليزية)
- توينكل خانا على موقع كينوبويسك (الروسية)